# 山根あゆみ
山根 あゆみ（やまね あゆみ、1982年（昭和57年）3月2日 - ）は、北海道放送（HBC）の社員で同局のラジオパーソナリティ。北海道虻田郡倶知安町出身。

## 略歴
- 藤女子大学卒業後、2004年4月に北海道放送に入社[1]。ラジオ本部ラジオ局業務部→ラジオ局営業部に勤務[1][2]。
- 2006年12月よりHBCマスコットキャラクターのもんすけの声を担当。
- 2009年7月1日付けで、ラジオ局編成制作部へ異動。同日より田村美香の後任として、同局ラジオ『カーナビラジオ午後一番!』のパーソナリティを担当している[1][2]。アナウンサーではなく「社員パーソナリティ」の扱いで[1]、アナウンサー以外のHBC社員が自社のラジオ番組にレギュラー出演者として登場した例は、深夜番組『真夜中らじお組』で全曜日のパーソナリティを社員ディレクターが務めて以来（1986年4月 - 1987年3月）の起用。なお、以外の番組制作も担当しており、名刺も制作部社員用とパーソナリティ用の2種類を持っている。
- 2009年10月25日、出身地である倶知安町の倶知安観光協会60周年記念式典において、倶知安観光大使に任命される。
- カーナビラジオのパーソナリティに就任後は、『カーナビラジオ午後一番!』の山根あゆみとして、HBCテレビに出演することもある。
- 2022年4月から『グッチーのGood Friday!』のプロデューサーを担当。

## エピソード
- 実家がジャガイモ農家であることと独特の丸顔からYASUらカーナビ関係者から「じゃがいも」「じゃが太くん（倶知安町のマスコット）」などと呼ばれることが多く、自分でも受け狙いで自嘲することがある[3]。また、2009年と2010年のカーナビ紅白歌合戦ではじゃがいものかぶり物で登場している[4][5]。2017年現在も春と秋には帰省し、実家の手伝いをしている。
- 高校野球（甲子園）とマンガ「ONE PIECE」の大ファンである。
- 高校生の頃から、お小遣いから自分の弁当用の食材を買い、自分で昼食用の弁当を作っていた。
- イベントでもんすけの声をやる時は陰からマイクを通じて行っていた[6]。
- 個人的理由で「キス」と言えず、カーナビラジオでは曲紹介が滞る、リスナーからのメッセージが読めない・改竄されるなど様々な影響がある。

## 特徴

### 飲食のこだわり
- 目玉焼きは黄身の味で食べる
- カレーライスはルーとライスを別々に食べる
- 酢豚のパインの意味が分からない
- 生ハムメロンは別々でいい
- 焼き鳥を串から外して食べる人の気が知れない
- 刺身に醤油はつけない、焼き魚は魚の塩味だけで十分
- チャーハンの味付けは醤油とごま油だけ
- おでんでご飯を食べる人が信じられない
- お好み焼きはご飯のおかずではない
- 梅干は梅干だけで楽しみたい
- ワインなんてシャレたものは飲んだ気がしない
- ビールが一番
- パクチーはカメムシの臭いがして嫌い